# Faistenau
Die Faistenau ist eine Gemeinde im Bezirk Salzburg-Umgebung im Salzburger Land in Österreich mit 3143 Einwohnern (Stand 1. Jänner 2025). Wahrzeichen ist die Dorflinde in Faistenau.

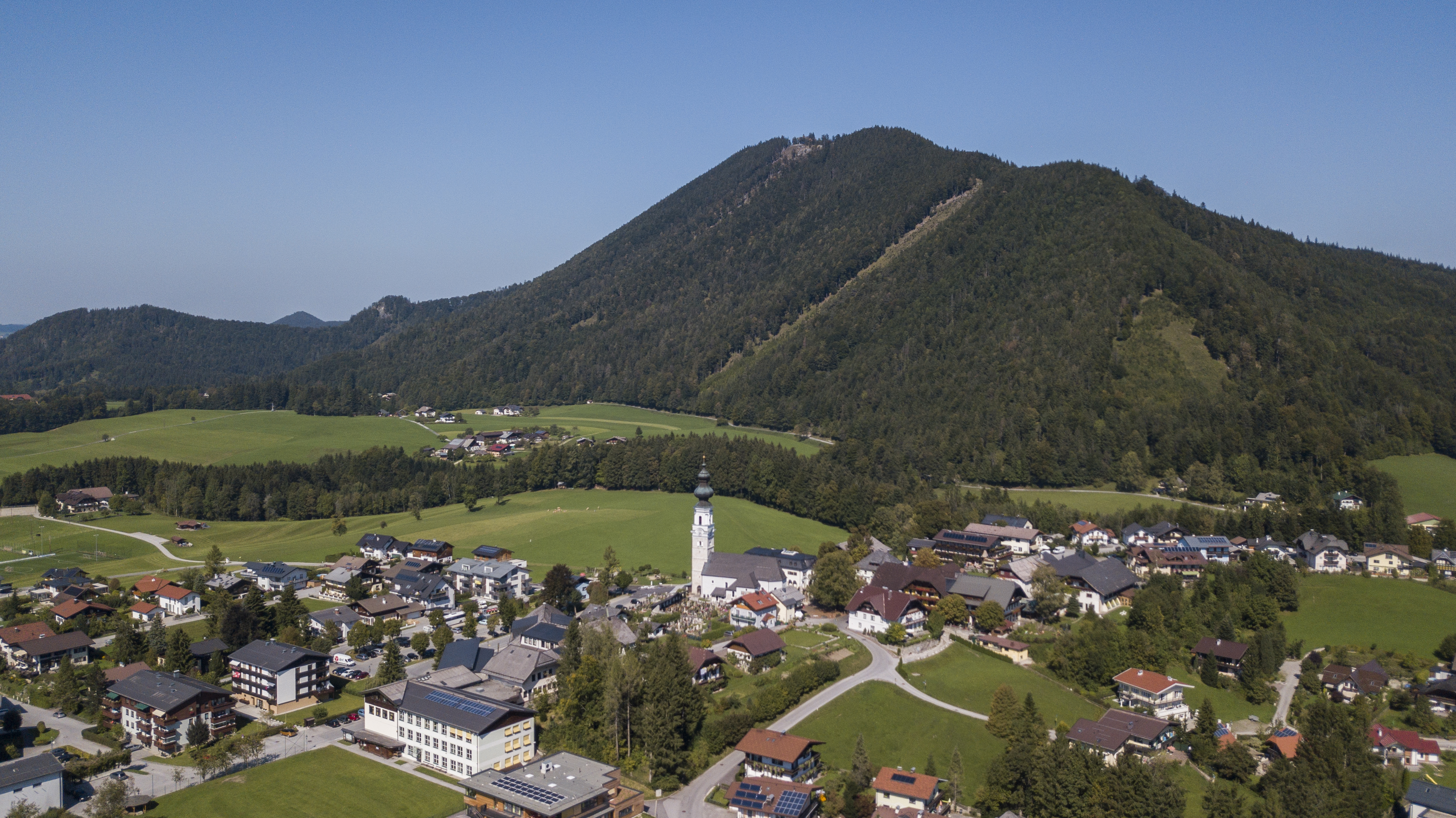
Faistenau

## Geografie
Die Gemeinde liegt im Salzburger Land, 14 Kilometer östlich der Stadt Salzburg. Sie ist die höchstgelegene Gemeinde (784 m ü. A.) des Flachgaues und gehört zum Gerichtsbezirk Seekirchen am Wallersee. An der Westgrenze befindet sich beim Strubklamm-Kraftwerk (680 m) der tiefste Punkt der Gemeinde. An drei Seiten ist die Faistenau von Salzkammergut-Bergen umgeben, lediglich nach Westen herrscht freie Sicht, wobei der Gaisberg in der Ferne ins Auge fällt. Die größten Berge sind das Eibleck (1518 m), der Filbling (1307 m), Gartenberg (1454 m), Faistenauer Schafberg (1559 m) und das Schmiedhorn (1224 m), welches die höchste Erhebung der Inn/Traun–Wasserscheide ist.
Entwässert wird das Gemeindegebiet der Faistenau nach Passau (Brunnbach/Weißbach – Hintersee – Alm – Salzach – Inn – Donau), und zu einem sehr geringen Teil nach Linz (Baderbach – Fuschler Ache – Mondsee – Seeache – Attersee – Ager – Traun – Donau)
Faistenau hat eine Fläche von 51,24 Quadratkilometer. Davon sind 21 Prozent landwirtschaftliche Nutzfläche, 68 Prozent Wald- und 3 Prozent Almgebiet.

### Gemeindegliederung
Die politische Gemeinde wird aus den Katastralgemeinden Anger, Faistenau, Lidaun, Tiefbrunnau und Vordersee gebildet und gliedert sich in acht Ortschaften (in Klammern Einwohnerzahl, Stand 1. Jänner 2025):
- Alm (60) samt Krin, Plaik und Strübl
- Anger (671) samt Bramsau, Grünau, Höfern, Lohmühle, Todtbauer, Wittau, Wörlehen und Wurmwinkel
- Faistenau (577)
- Lidaun (132) samt Ebnerwirt, Eckschlag, Grabenhäuser, Lettengraben und Pointing
- Ramsau (337) samt Ausweg, Botenwirt, Brandstatt, Fischlehen und Schmiedbauer
- Tiefbrunnau (418) samt Aschau, Döller, Gimplbauer, Hatz, Keflau, Kühleiten, Kurzmühle, Mitterholz, Schreier und Steg
- Vordersee (717) samt Brunnwald, Hamoosau, Hirschpoint, Raffl, Rosenlehen, Steg und Wassermoos
- Wald (231) samt Kesselmann und Klaushof

### Nachbargemeinden
| Ebenau      | Hof bei Salzburg                            | Fuschl am See |
| Adnet (HA)  | Kompassrose, die auf Nachbargemeinden zeigt | Sankt Gilgen  |
| Krispl (HA) | Hintersee                                   |               |

## Geschichte
1182
Ein Gemeindegebiet der Faistenau ist im Jahre 1182 erwähnt, nämlich die Tiefbrunnau: als Konrad III. dieses Gebiet der Pfarre Thalgau überließ.
1324 die Geswant in der Vaistenow 
Der Ausdruck die Faistenau (bairisch d‘ Foastnau), und Gschwandt für das Dorf, fallen nachweislich das erste Mal 1324: Am 1. Mai 1324 wies Vicedom Heinrich von Lampoding († 1347) in einer Urkunde einen Bauplatz für eine Kirche auf dem Gebiet des heutigen Dorfes aus, das Rodungsgebiet gewesen war und nennt den Ort darin in der Geswant.
In einer weiteren Urkunde, die Erzbischof Friedrich III. am 11. November 1324 unterzeichnete, wird die Gegend innerhalb des waldes erwähnt: Vaistenow, Tevffenprunneow und Chueleuten, also die jetzigen Ortschaften Wald, Faistenau und Tiefbrunnau, zudem das Gebiet der Kühleiten in der Tiefbrunnau.
1832
Benedikt Pillwein veröffentlichte 1843, mit dem Wissensstand von 1832 bzw. basiert derselbe auf Angaben des Faistenauer Vikars (1826–1832) Simon Bauernfeind, Folgendes über das Vikariat Faistenau, geographisch mit der heutigen Gemeinde Faistenau ident:
Im Vikariate Faistenau  (fett, windig) befinden sich außer dem gleichnamigen Dorfe noch die Ortschaften Alm, Anger, Lidaun, Ramsau, Tiefbrunnau, Vordersee und Wald mit 167 Häusern, 193 Wohnparteyen und 1090 Einwohnern.
Feistenau, ein Dorf mit 9 Häusern, 10 Wohnparteyen, 66 Bewohnern.
Die hiesige Kirche mit 4 Altären, verschiedenen Gemählden und Schnitzwerken wurde zu Ehren des h. Jakob des Größeren (mit der Rosenkranzbruderschaft) um 1390 durch 2 Brüder von Thurn  erbaut, 1625 die Kirche und der Thurm vergrößert, 1703 die Emporkirche errichtet, 1825 die Orgel von Karl Mauracher  aus Fügen in Tyrol aufgestellt, 1829 ein neuer Chor aufgeführt. Viele alte Grabsteine sind bereits abgetreten; sieben andere von weißem und rotem Marmor dem Andenken hier verstorbener Vikare und einigen Privaten gewidmet, und von den Jahren 1604, 1705, 1708, 1759, 1789, 1801 und 1809.
Die vier Glocken enthalten die Jahreszahlen von 1400, 1580, 1731 und 1774.
Der Gottesacker entstand 1605.
Im Jahre 1622 trat Johann Christoph Stenglmayr als Vikar auf. Früher versahen das Vikariat Priester aus Thalgau.
Ein ordentlicher Schulmann kam erst 1822 hierher; früher versah ein Meßner seine Dienste. 1803 wurde das gegenwärtige Schul- und Meßnerhaus aufgeführt. Die Schule zählt 112 Werktags-, 73 Wiederholungsschüler. (Vikar Siegmund Bauernfeind mit neuen Daten).

### Religion
Faistenau gehörte zur Urpfarrei Thalgau, 1324 wurde eine Filialkirche gestiftet, die noch erhaltene Kirche in der Faistenau. 1622 erhob man die Faistenau zum Vikariat, 1873 zur selbständigen röm. kath. Pfarre.

## Politik

### Gemeinderat
| Gemeinderatswahl 2024Wahlbeteiligung: 79,9 % 706050403020100 49,1 % (−11,5 %p)32,8 % (+8,4 %p)18,2 % (+3,2 %p) ÖVPFPÖSPÖ20192024 |

Die Gemeindevertretung hat insgesamt 19 Mitglieder.
- Mit den Gemeindevertretungs- und Bürgermeisterwahlen in Salzburg 2004 hatte die Gemeindevertretung folgende Verteilung: 10 ÖVP, 5 FPÖ, und 4 SPÖ.
- Mit den Gemeindevertretungs- und Bürgermeisterwahlen in Salzburg 2009 hatte die Gemeindevertretung folgende Verteilung: 11 ÖVP, 5 FPÖ, und 3 SPÖ.[8]
- Mit den Gemeindevertretungs- und Bürgermeisterwahlen in Salzburg 2014 hatte die Gemeindevertretung folgende Verteilung: 10 ÖVP, 6 FPÖ, und 3 SPÖ.[9]
- Mit den Gemeindevertretungs- und Bürgermeisterwahlen in Salzburg 2019 hatte die Gemeindevertretung folgende Verteilung: 12 ÖVP, 4 FPÖ, und 3 SPÖ.[10]
- Mit den Gemeindevertretungs- und Bürgermeisterwahlen in Salzburg 2024 hat die Gemeindevertretung folgende Verteilung: 10 ÖVP, 6 FPÖ und 3 SPÖ.[11]

### Bürgermeister

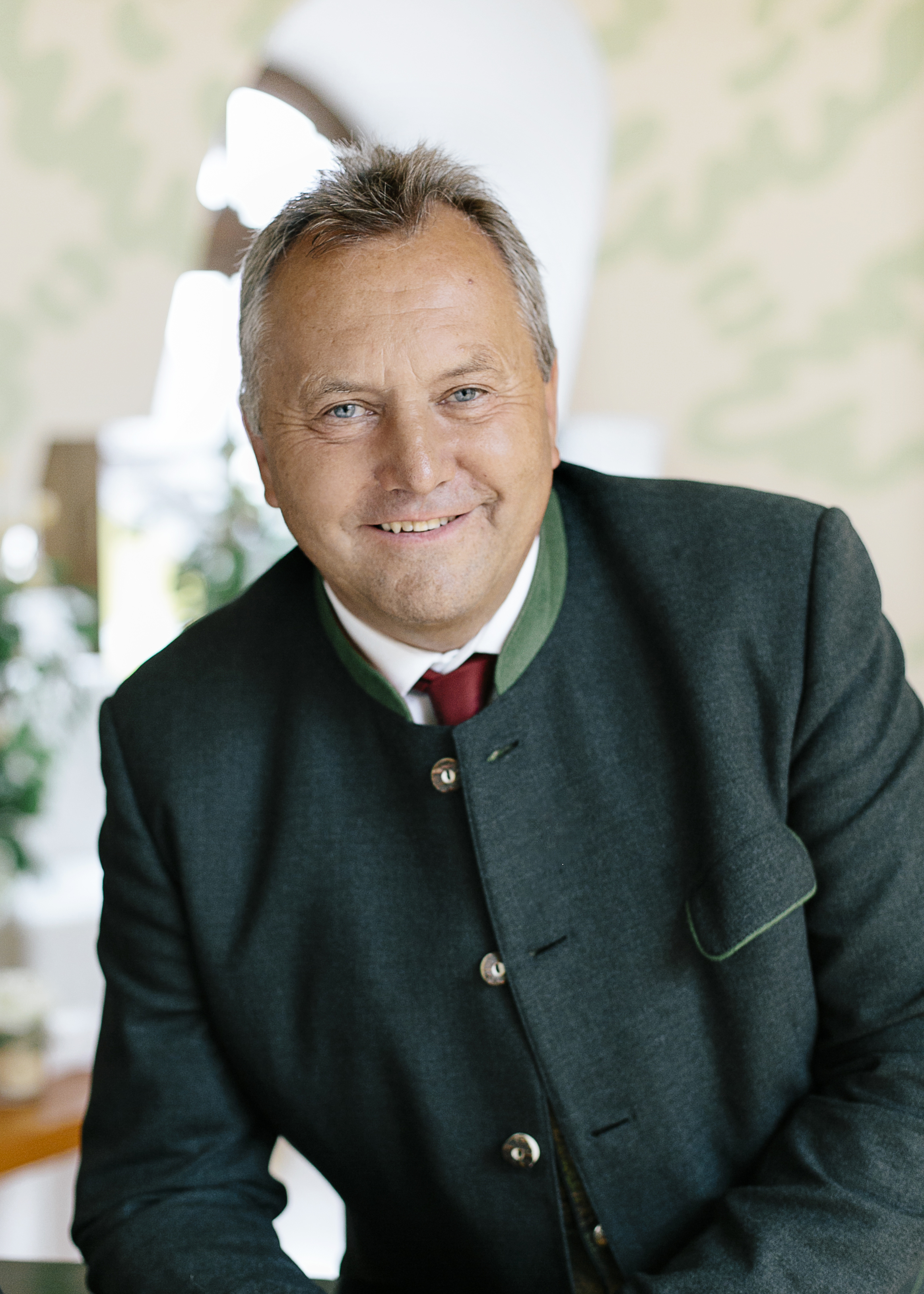
Ehemaliger Bürgermeister Wörndl

- 1994–2013 Hubert Ebner (ÖVP)[12]
- 2013–2024 Josef Wörndl (ÖVP)[13]
- seit 2024 Gerald Klaushofer (ÖVP)[14]

### Wappen
Das Wappen der Gemeinde ist: „In rotem Schild ein silberner Sparren, jeder Schenkel mit einer schwarzen Schrägstückung; unter dem Sparren auf silbernem Boden ein natürlicher silberner Lindenbaum“.
Die Sparren stammen aus dem Wappen der Herren von Thurn, auf die die Gründung der Kirche 1324 zurückgeht. Die Linde ist das Wahrzeichen von Faistenau.

## Verkehr

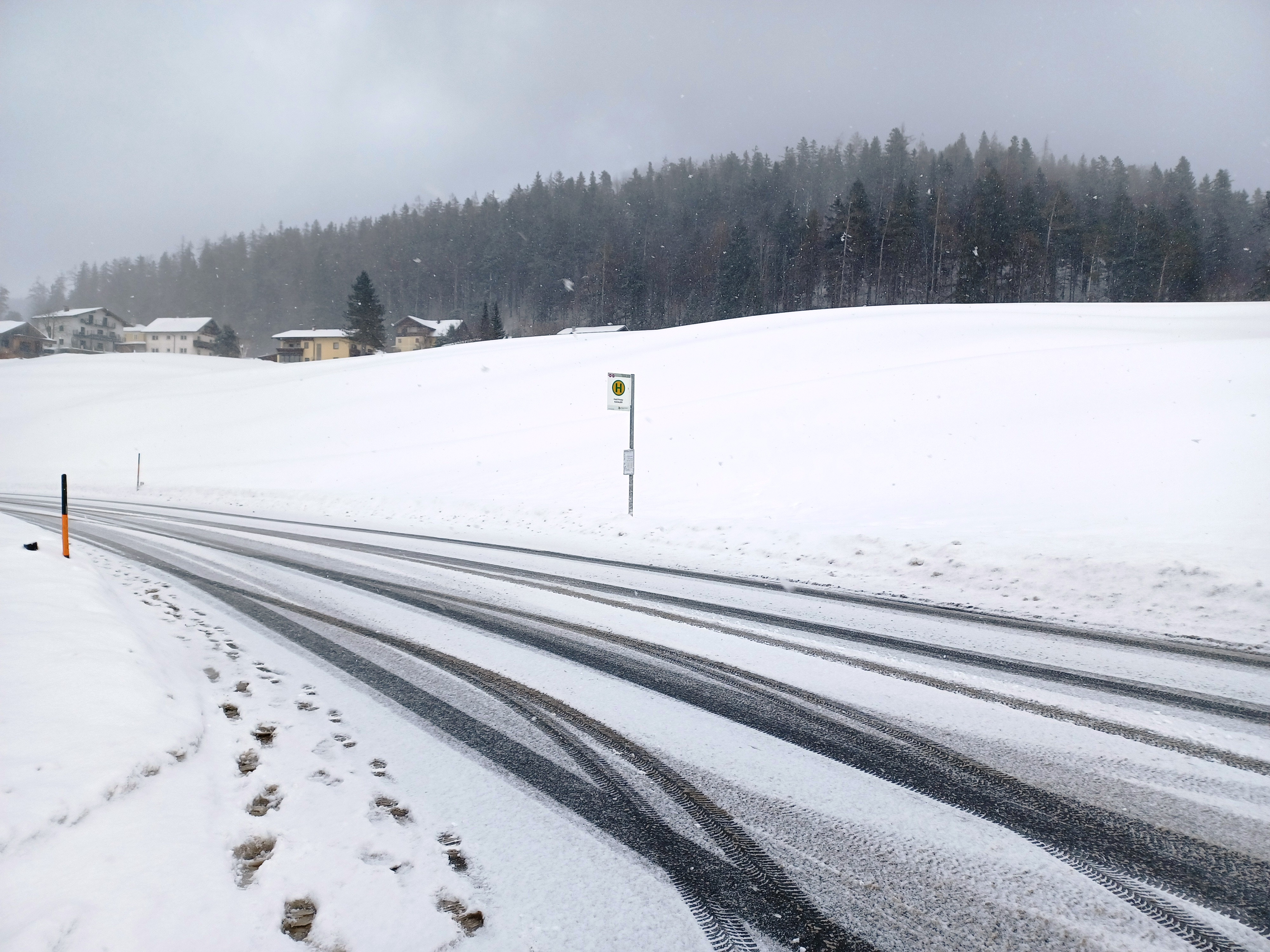
Typische Faistenauer Haltestelle ohne Wartehäuschen („Radauer“)

### Öffentlicher Verkehr
Seit dem Fahrplanwechsel vom 10. Dezember 2021 ist Faistenau über den sogenannten „Wolfgangseekorridor“ (Salzburg Hauptbahnhof–Bahnhof Bad Ischl) in einem Taktfahrplan öffentlich halbstündlich bzw. sonn- und feiertags stündlich erreichbar. Mit der Linie 155 Salzburg–Hof–Faistenau werden 4 Stationen (von insgesamt 19) umsteigefrei ab der Stadt Salzburg bedient, mit der Regionalbus-Linie 157 Hintersee–Faistenau–Tiefbrunnau können 18 Haltestellen in Faistenau erreicht werden.
Trotz der häufig schlechten Witterungsverhältnisse stattete die Faistenauer Gemeindevertretung nur drei Haltestellen mit Wartehäuschen bzw. lediglich mit Unterständen aus.

### Straßen
Die Hauptroute in die Gemeinde verläuft über die L 202 Hinterseer Straße, die in Baderluck von der Wolfgangsee Straße B 158 (Salzburg–Bad Ischl) abzweigt und bis zur Ortschaft Wald im Faistenauer Graben, parallel zum Baderbach, verläuft. Nebenrouten nach Faistenau sind einspurige Gemeindestraßen: die Strubklamm-Straße (Ebenau–Faistenau/Alm) entlang der Alm, die von der Wiestal Landesstraße L 107 abzweigt, und die Perfalleck-Straße (Fuschl–Faistenau/Tiefbrunnau), von der Wolfgangsee Straße B 158 abgehend.

## Kultur und Sehenswürdigkeiten
- Tausendjährige Linde

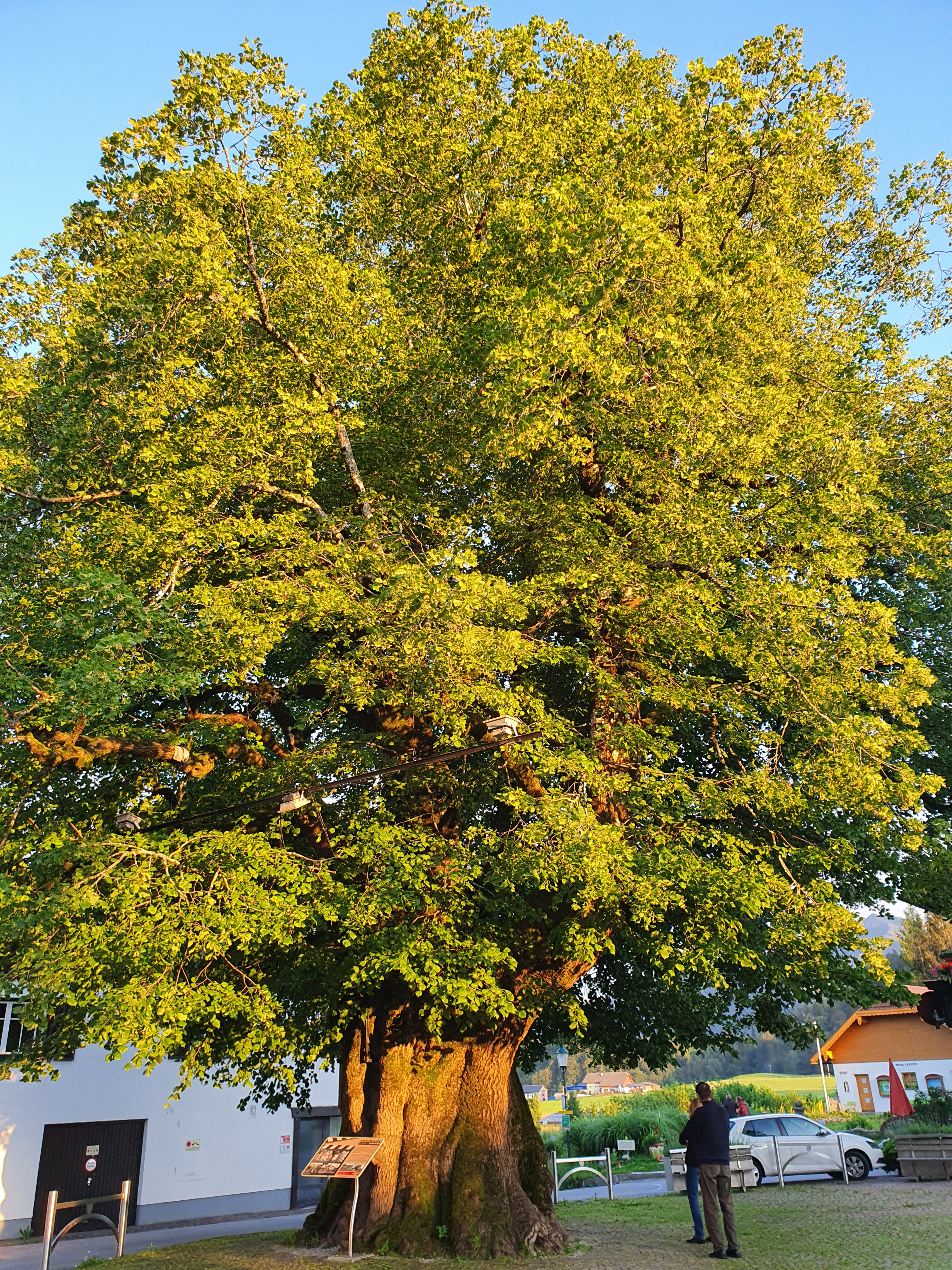
Dorfplatz mit „1000-jähriger“ Linde

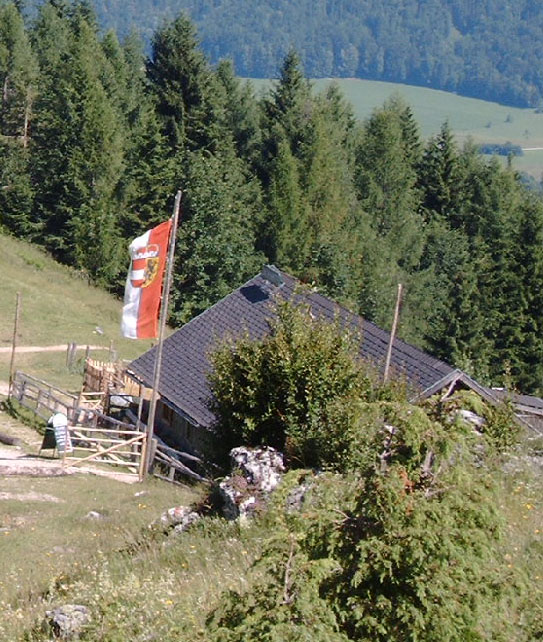
Die Lärchenhütte in Faistenau

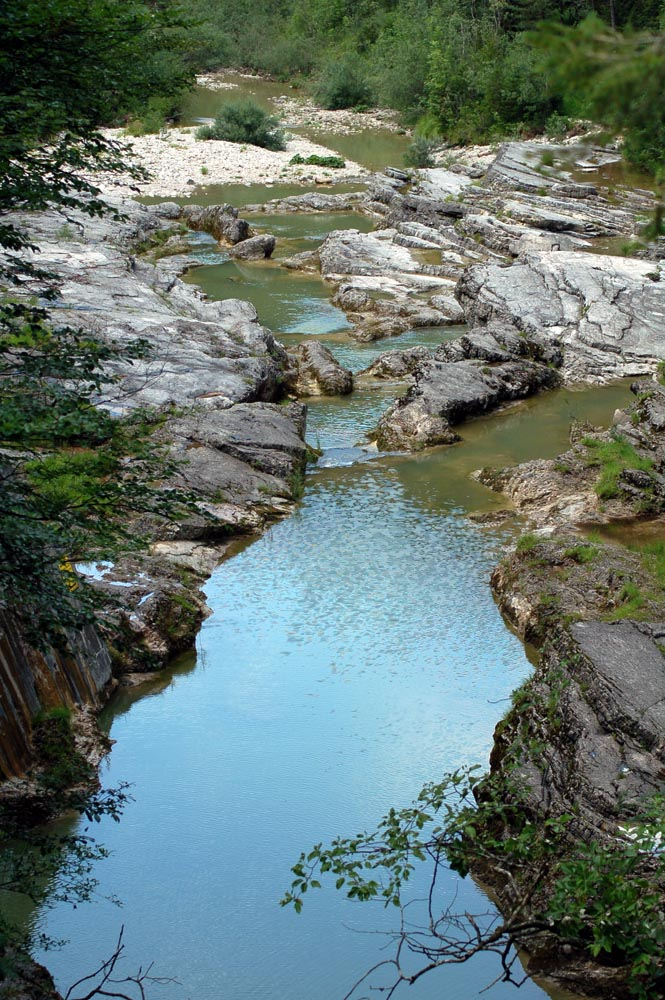
Das Felsenbad am Almbach

- Pfarrkirche zum hl. Jakobus d. Ä.
- In Faistenau findet alle drei Jahre die Aufführung vom Faistenauer Jedermann – Das Spiel vom Sterben des reichen Mannes nach Hugo von Hofmannsthal in Dialektbearbeitung – statt. Seit 1963 wird das Spiel direkt unter der 1000-jährigen Linde aufgeführt, die nächste Spielsaison ist im Sommer 2025 (4. Juli bis 9. August).[16]

- Ein lohnendes Ausflugsziel sind die benachbarten Almhütten auf der Sausteigalm und die Lärchenhütte an der Nordseite des Zwölferhorns. Man hat dort einen einmaligen Ausblick auf St. Gilgen und die drei Seen: Wolfgangsee, Krotensee und Mondsee (Dreiseenblick). Zu erreichen sind die Almen von Faistenau über die Tiefbrunnau, das letzte Stück über eine Mautstraße bis fast zu den Hütten.

- Das Felsenbad Faistenau ist eines von drei Flussbädern in Österreich, und befindet sich zwischen dem Ort Alm und dem See Hintersee.

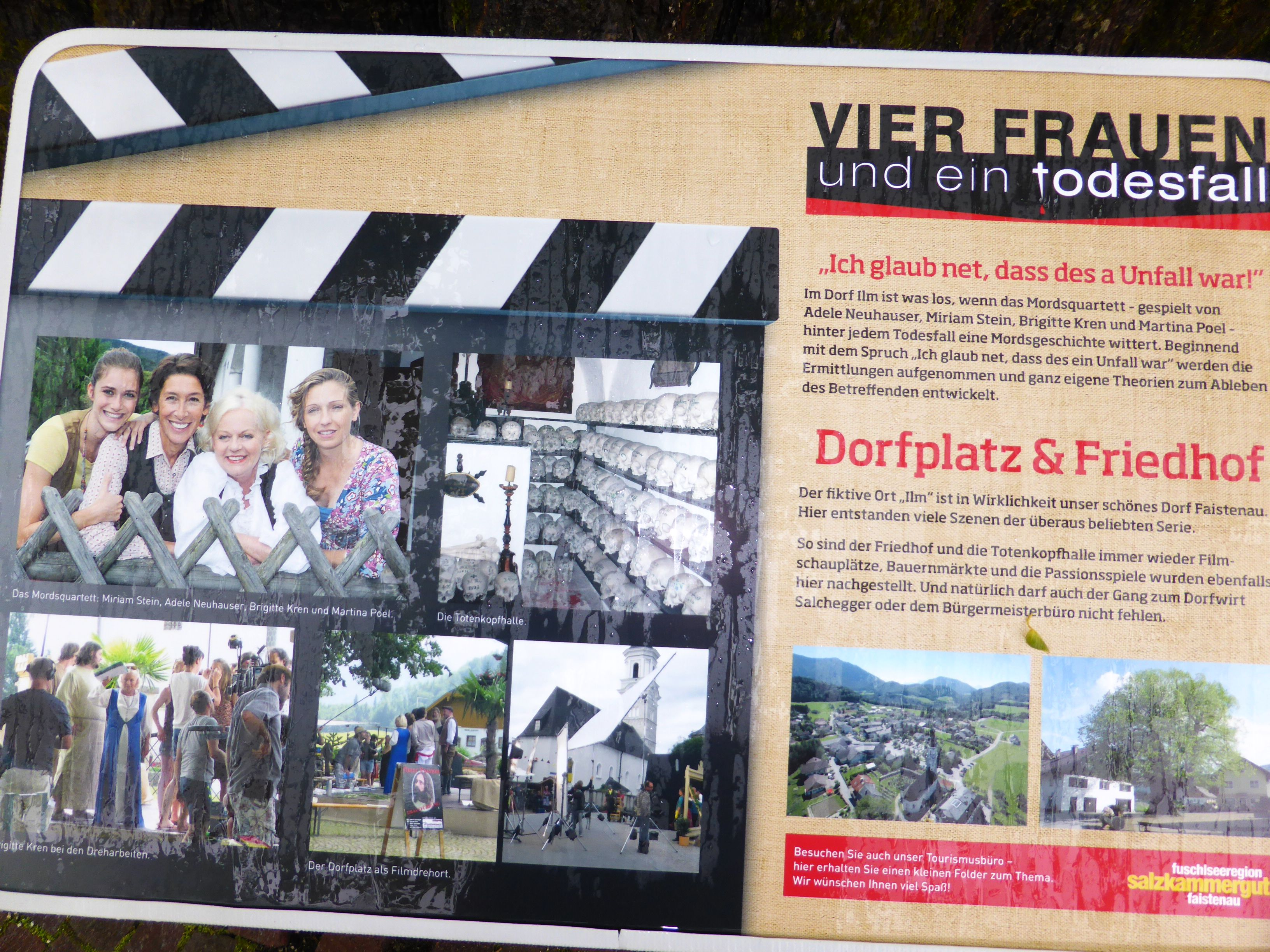
Vier Frauen und ein Todesfall

### Filme
- Der Heimatfilm Die Sennerin von St. Kathrein (1955) sowie die ORF-Krimi-Serie Vier Frauen und ein Todesfall (erste Staffel; 2005 und 2006) wurden vorwiegend in Faistenau gedreht.

### Sport und Freizeit
Faistenau ist eine der Gemeinden des Flachgaus mit touristischem Schwerpunkt. Neben Sportmöglichkeiten wie Mountainbiking, Wandern, Schwimmen, Langlauf, Canyoning und Rodeln gibt es das Skigebiet Gaißau-Hintersee mit mehreren Liften bis auf eine Höhe von 1567 m ü. A. (Wieserhörndl). Am Hintersee hat der Verein „Beach Volley Faistenau“ einen Beachvolleyballplatz errichtet.

## Wirtschaft und Infrastruktur
Der Ort Faistenau bietet Winter- und Sommertourismus an. Die Anzahl der jährlichen Übernachtungen lag in der Zeit von 2011 bis 2019 bei knapp 60.000.

### Bildung
In der Gemeinde Faistenau befinden sich zwei Kindergärten sowie eine Volks- und Mittelschule.

### Vereine
In Faistenau existieren 46 Vereine (Stand 2025).
Auswahl:
- Kameradschaftsbund Faistenau
An Kaiser Franz Josefs I. 58. Geburtstag (18. August 1888) wurde der »Veteranenverein« gegründet.[19] Er trägt nun die Bezeichnung Kameradschaftsbund Faistenau.
- Heimatverein „Zur alten Linde“ Faistenau
Das Theaterspielen war durch den Zweiten Weltkrieg in der Faistenau unterbrochen worden. Im Herbst 1945 lebte die Tradition mit der Aufführung der Volkskomödie „Die drei Eisbären“ wieder auf. Im Frühjahr 1947 schlossen sich die Laienspielgruppe und die Volkstanz-Plattergruppe zusammen und gründeten den Heimatverein „Zur alten Linde“ Faistenau.[20]
- Freiwillige Feuerwehr
Nachdem in Faistenau immer wieder das Fehlen von Löschgeräten moniert worden war, gründeten engagierte Faistenauer im Jahr 1900 eine Freiwillige Feuerwehr. Der erste Feuerwehrhauptmann hieß Johann Steinbichler. Für das Jahr 2025 sind 108 Mitglieder angeführt, wobei 79 aktiv und 18 nichtaktiv sind, weitere 11 zählen als Nachwuchs zur Jugend.[21]

## Persönlichkeiten

### Ehrenbürger der Gemeinde
- Georg Bernard 1968–1994 Pfarrer von Faistenau (1989)
- Mark W. Clark, General (1946)
- Harry J. Collins, Major General (1946)
- Andreas Gstrein, Sprengelarzt (1950)
- Edgar E. Hume, General (1946)
- Daniel Etter (* 1876; † 1955), Landesrat und Domdechant
- Walther Koller (* 1. Juli 1920 in Ottnang am Hausruck; † 2. März 2014 in Faistenau), praktischer Arzt, Träger des Ehrenrings der Gemeinde Faistenau (1990)
- Anneliese Koller
- Franz Laimböck, 1940–1964 Pfarrer von Faistenau (1960)
- Andrä Radauer, Riegerbauer, 1909–1912 Bürgermeister der Gemeinde Faistenau (1935)
- Rupert Radauer, Mahdl, 1945–1969 Bürgermeister der Gemeinde Faistenau (1959)
- Franz Rehrl, Landeshauptmann (1946)
- Johann Schmeißner, Gemeindesekretär (1950)
- Josef Stern, Unternehmer (Stern & Hafferl, 3. November 1912)[22]

### Söhne und Töchter der Gemeinde
- Maria Brandstätter (* 1887; † 1941 in Hartheim) von der Mitterramsau, Volksschullehrerin in Itzling, im Vereinsjahr 1920/21 wurde sie Mitglied in der Gesellschaft für Salzburger Landeskunde[23] im Rahmen der Aktion T4 getötet
- Josef Ebner, Wittau-Pfarrer (* 4. Februar 1908, Priesterweihe am 16. Juli 1933; † 28. Dezember 1985 in Salzburg) vom Hinterstrübl, Weißenbergstr. 2. Priester, Religionsprofessor, zuletzt am Bundesrealgymnasium Salzburg
- Hemma Mathilde Ebner (* 1965), Kunstgeschichtlerin
- Walli Ebner (* 1980), Politikerin (ÖVP)
- Franz Klaushofer (* 1856, Priesterweihe am 25. Juli 1879; † 1935) vom Oberdöller, Kanonikus von Seekirchen
- Franz Xaver Klaushofer (* 1888; Priesterweihe am 16. Juli 1911; † 1976) vom Mitterdöller, Pfarrer und Gründer der Seehamer Prangerstutzenschützenkompanie
- Josef Koch (* 1927; † 1941 in Hartheim vergast) vom Mitterausweg
- Franz Seraph Leitner, Bramsau-Pater (* als Leonhard Leitner am 14. Oktober 1902; † 12. November 1976 in Zams) vom Oberbramsau, Kapuziner, der sich 1933 nach Dar-es-Salam einschiffte[24] und bis 1957 Missionar in Tansania blieb.
- Elisabeth Resch (* 1889; † 1941 in Hartheim getötet) vom Laimer
- Josef Resch (* 1944; † 2014), 1978–1991 Pfarrer von Eugendorf, 1991–2012 Pfarrer von Golling
- Roman Schmeißner (* 1956), Kirchenmusiker, Lehrer, Musikwissenschaftler
- Josef Wörndl (* 1958), Bürgermeister (ÖVP)
- Matthias Wörndl (* 22. April 1863; Priesterweihe am 16. Juli 1887 in Salzburg; † 2. April 1950 in Kössen), 1950 der älteste aktive Pfarrer der Erzdiözese Salzburg.[25]

### Personen mit Bezug zur Gemeinde
- Franz Havliček (* 19. Jänner 1849 in Wien; † 12. April 1934 in Faistenau), Gendarm (Bichlstr. 7)
- Lothar Beckel (* 1934), Kartograf, Unternehmer, Flieger und 1977 österreichischer ESA-Astronautenkandidat.
- Doraja Eberle (* 1954), frühere österreichische Politikerin (ÖVP)
- Karl Eger (* 1870; † 1956), 1897–1902 Kooperator in Faistenau, setzte sich für die Gründung einer Raiffeisen-Darlehenscasse in Faistenau ein, die dann am 1. Juni 1901 erfolgte.[26]
- Werner Fagerer (* 1964 in Salzburg), österreichischer Grasskiläufer
- Jacqueline Gerlach (* 1991), österreichische Grasskiläuferin
- Nicole Gerlach (1994–2019), österreichische Grasskiläuferin
- Walter Lechner senior (* 1949; † 2020), ehemaliger österreichischer Autorennfahrer
- Emil Lerperger (* 1908; † 1982 in Salzburg), österreichischer Lyriker
- Pater Clement Temba, 2015–2019 Pfarrer von Faistenau
- Andreas Teufl (* 1963), Politiker, Abgeordneter zum Salzburger Landtag